# Turandot (Busoni)
Turandot és una òpera en quatre actes de Ferruccio Busoni, amb llibret del mateix compositor, basat en l'obra de Carlo Gozzi. S'estrenà al Stadttheater de Zúric l'11 de maig de 1917. No s'ha estrenat a Catalunya.
La música d'aquesta òpera es basa en la música incidental, associada a la Suite Turandot (BV 248), que Busoni havia escrit el 1905 per a una producció de l'obra de Gozzi. Turandot es realitza sovint com a part d'una doble sessió juntament amb l'òpera d'un acte Arlecchino del mateix Busoni, que s'interpreta en primer lloc.

## Origen i context
L'obra de Carlo Gozzi Turandot va aparèixer per primera vegada el 1762. Va ser escrita originalment per a ser realitzat en el petit teatre de San Samuele de Venècia, i va ser escrit deliberadament en l'estil Commedia dell'arte com a reacció a les obres més modernes i realistes de Goldoni i altres. Schiller va fer una traducció adaptada de Turandot que va ser publicat el 1802. Weber va escriure la seva música incidental per Turandot, op. 37, per a una producció d'aquesta obra. Va ser composta el 1809 i va incloure l'Overtura cinese ("Obertura xinesa"), que havia compost per a un tema de la Xina el 1805. Busoni pensava que entre ells, Schiller i Weber, havien arruïnat una obra mestra de la literatura italiana.
El Turandot de Gozzi -d'una forma o altra- va tenir ocupat a Busoni durant els anys 1904-1917. Era molt aficionat a contes fantàstics i màgics: el seu treball immediatament anterior va ser el Concert per a piano, op. 39 BV247, que va incloure música d'una adaptació sense acabar d'Aladdin d'Adam Oehlenschläger. El 1904 Busoni va començar dibuixant música incidental per a la faula xinesa de Gozzi. Ell també va organitzar una sèrie de concerts, que es van realitzar per primera vegada el 1905 i que es van publicar el 1906. Una producció de l'obra de Gozzi amb música de Busoni va ser muntada per Max Reinhardt a Berlín el 1911, i per segona i última vegada a Londres el 1913.
Després de l'esclat de la Primera Guerra Mundial, Busoni, com a italià, es troba cada vegada amb més dificultats per a romandre a Berlín i finalment es va traslladar a la Zúric neutral, i on no havia de prendre partit. Entre finals de 1915 i agost de 1916 va estar ocupat en l'escriptura de la seva òpera en un acte Arlecchino, però l'Òpera de Zúric no estava disposada a muntar una producció sense una peça d'acompanyament. Ràpidament va escriure un llibret en alemany basat en Turandot de Gozzi i va adaptar la seva suite en una curta òpera en dos actes amb una mica de diàleg parlat.
Busoni va completar l'òpera Turandot en un temps rècord (300 pàgines en 100 dies) a la fi de 1916, i es va dur a terme per primera vegada amb Arlecchino en un programa doble, amb el mateix Busoni com a conductor, a Zúric el 1917. Segons Dent, Busoni cap quedar molt content de la seva pròpia obra.
Hi ha diverses rareses en el llibret de Busoni que recorden la Commedia dell'arte: personatges amb noms italians com Truffaldino i Pantalone; Alà és lloat a la Xina; i hi ha referències a Venècia, Sant Marc, i les góndoles. El diàleg parlat es remunta a les òperes de Mozart, especialment La flauta màgica. En comparació amb l'òpera de Puccini sobre el mateix tema, Busoni conserva l'ambient íntim i irreal de l'obra de Gozzi. La princesa Turandot de Busoni no és tan implacable i el seu cor està més disposat a fondre's.